# Curry Mallet
Curry Mallet is een civil parish in het bestuurlijke gebied South Somerset, in het Engelse graafschap Somerset met 306 inwoners.

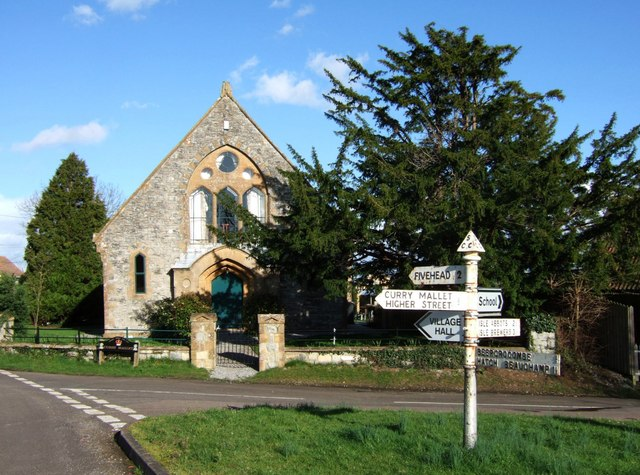
Pope's Cross